# Marismeña
La marismeña es una raza bovina española que se caracteriza por su gran rusticidad, y por su poco trato con el hombre, lo que hace que sea una raza excesivamente arisca y poco domeñable. Una muestra de que este especial carácter cimarrón forma parte de la herencia genética de las vacas marismeñas, se encuentra en el curioso hecho de que si ven a dos jinetes juntos huyen, mientras que si ven a uno solo, no lo asocian con las sacas, y permanecen tranquilas.
En cuanto al pelaje son variadas, pero predominan las coloradas y retintas, y es muy habitual que tengan pelos blancos en la barriga. Las encornaduras también son muy variadas con cierta predominancia de cuernos muy abiertos, grandes y planos o en forma de lira.